# باثوم يونايتد
نادي باثوم يونايتد (بالتايلندية: สโมสร ฟุตบอล บี จี ปทุม ยูไนเต็ด) هو نادٍ تايلاندي محترف لكرة القدم مقره في مقاطعة باثوم ثاني ويتبع النادي لشركة بي جي سبورت المحدودة. وهو أحد أندية الدوري التايلاندي الأول.
يطلب عليه لقب «الأرانب» وينسب ذلك إلى أول رئيس للنادي بافين بيرومباكدي الذي ولد في عام الأرنب وفقا للأبراج الصينية.

## نبذة تاريخية
بدأ نادي زجاج بانكوك لكرة القدم أثناء إنشاء مصنع بانكوك للزجاج في عام 1979 والذي كان بمثابة تجمع للتنافس داخليًا من قبل الموظفين. وبعد ذلك أرسل الفريق للمشاركة في المسابقات الخارجية بين المصانع الصناعية في مقاطعة باثوم ثاني.
تأسس نادي زجاج بانكوك لكرة القدم في أبريل 2006 وافتتح أمام الرياضيين في الشهر التالي وأصبح عضوًا في اتحاد كرة القدم التايلاندي في ذلك العام. وكانت أول مسابقة رسمية للنادي هي المشاركة في كأس نجور رويال لكرة القدم 2007/2008. في عام 2018 غير النادي الاسم إلى باثوم يونايتد والعودة إلى دوري الدرجة الأولى. ليحقق لقبه الأول في الدوري التايلاندي 1 2020.

## البطولات

### المسابقات المحلية

#### الدوري
- الدوري التايلاندي الممتاز
  - البطل : 2020
- الدرجة الثانية:
  - البطل: الدوري التايلاندي الدرجة الثانية

#### الكأس
- كأس الاتحاد:

البطل (1): 2014

### أخرى
- كأس السوبر التايلاندي:

البطل (1): كأس السوبر التايلاندي
- كأس الملكة:

البطل (1): كأس الملكة 2010
- كأس سنغافورة:

البطل (1): 2010

## قائمة اللاعبين
ملاحظة: تشير الأعلام إلى المنتخب بحسب قواعد الأهلية المعتمدة من قبل الفيفا؛ تنطبق بعض الاستثناءات المحدودة. وقد يحمل اللاعبون أكثر من جنسية لا تعترف بها الفيفا.
| الرقم | البلد    | المركز | اللاعب                     |
| ----- | -------- | ------ | -------------------------- |
| 1     | تايلاند  | حارس   | تشاتشاى بوديروم            |
| 2     | تايلاند  | وسط    | ساهارات بوسري              |
| 3     | تايلاند  | مدافع  | توسافول تشومتشون           |
| 4     | تايلاند  | وسط    | تشاوات فيراتشات            |
| 5     | البرازيل | مدافع  | فيكتور كاردوزو             |
| 6     | تايلاند  | وسط    | ساراتش يوين                |
| 7     | البرازيل | مهاجم  | ديوجو                      |
| 8     | تايلاند  | وسط    | تيتيبان بوانغتشان (قائد)   |
| 9     | تايلاند  | مهاجم  | سوراتشارت ساريبم           |
| 10    | تايلاند  | وسط    | سومانيا بوريساي            |
| 11    | تايلاند  | مدافع  | ساهارات بونجسوان           |
| 13    | تايلاند  | مهاجم  | تاوان خوترسوفو             |
| 16    | الفلبين  | وسط    | كيفين انغريسو              |
| 17    | سنغافورة | مدافع  | عرفان فندي                 |
| 18    | تايلاند  | وسط    | باثومبول شاريونراتانابيروم |

| الرقم | البلد   | المركز | اللاعب                    |
| ----- | ------- | ------ | ------------------------- |
| 19    | تايلاند | مهاجم  | تشينروب سامفاودي          |
| 20    | تايلاند | مهاجم  | كيتشانوك اكسايسينسورينثون |
| 21    | تايلاند | حارس   | راتاناتشات نيامثايسونج    |
| 22    | تايلاند | مدافع  | سانتيهاب تشانجوم          |
| 23    | تايلاند | وسط    | بيرابونج بيكيتشوتيرات     |
| 24    | تايلاند | وسط    | تشامنجول ثونكري           |
| 25    | تايلاند | حارس   | فهاس بلانجلود             |
| 26    | تايلاند | وسط    | سوباساك سارابي            |
| 28    | تايلاند | مهاجم  | تيراسيل دانغدا            |
| 29    | تايلاند | مهاجم  | تشاتري تشيمتالاي          |
| 30    | فنزويلا | مدافع  | اندريس تونيز              |
| 34    | تايلاند | مدافع  | ساراوت كويدسري            |
| 35    | تايلاند | مهاجم  | سيروتش تشاتثونج           |
| 38    | تايلاند | حارس   | كورافات ناريتشان          |
| 39    | تايلاند | مدافع  | ياوردراك ناموانجراك       |
|       | اليابان | مهاجم  | ريو ماتسومورا             |